# Express-Zertifikat
Ein Express-Zertifikat ist ein Zertifikat, das als Alternative zu einem Investment in eine Aktie, einen Index oder einem Rohstoff dient. Der Anleger geht bei dieser Anlage von moderat steigenden, stagnierenden oder leicht fallenden Kursen aus. Das Zertifikat wird von Banken emittiert und kann sowohl an der Börse oder auch im außerbörslichen Handel direkt mit dem Emittenten gehandelt werden.

## Grundsätzliches
Da es sich bei Zertifikaten um Schuldverschreibungen handelt, besteht hier das Emittentenrisiko. Die Zahlungsunfähigkeit des Emittenten kann einen Totalverlust des Investments nach sich ziehen.
Gewinne aus Zertifikaten müssen in Deutschland mit der Abgeltungsteuer versteuert werden.

## Funktionsweise
Man kann mit einem Expresszertifikat sowohl auf steigende als auch auf fallende Kurse setzen.
Dem Expresszertifikat liegt ein Basiswert (Underlying) zugrunde. Das kann eine Aktie, ein Aktienkorb oder ein Index sein. Bei einem Express-Zertifikat ist folgendes wichtig:
- Tilgungsschwelle des Basiswertes
- Absicherungsschwelle
- Fälligkeitsdatum

Die Tilgungsschwelle ist die Grundlage für die zukünftige Wertentwicklung des Zertifikates.
Sowohl Tilgungs- als auch Absicherungsschwelle sollten so gewählt sein, dass eine Unterschreitung durch den Basiswert möglichst unwahrscheinlich ist.
Ein Expresszertifikat wird mit einer maximalen Laufzeit, meist mehrere Jahre, begeben.
Wenn der Basiswert die Tilgungsschwelle an einem bestimmten Stichtag erreicht oder überschreitet, wird das Zertifikat zusammen mit einer Bonuszahlung, z. B. 1 % des Zertifikateausgabepreises vorzeitig zurückgezahlt.
Liegt der Basiswert darunter, läuft das Zertifikat weiter bis zum nächsten Stichtag.
Erst wenn der Basiswert zu einem späteren Stichtag auf oder oberhalb der vorher definierten Tilgungsschwelle liegt, kommen alle bis dahin aufgeschobenen Bonuszahlungen dann zur Rückzahlung. Die Bonuszahlungen fallen immer höher aus, z. B. nach einem Jahr 1 % des Ausgabepreises des Zertifikates, nach zwei Jahren 2 %, nach drei Jahren 4 %.
Falls das Expresszertifikat am finalen Bewertungstag auf oder über dem Ausgangswert des Basiswertes notiert, wird der Maximalbetrag erzielt. Liegt es unter dem Ausgangswert des Basiswertes, aber über einer vorher definierten Absicherungsschwelle wird es zum Nennwert zurückgezahlt. Wurde die Absicherungsschwelle unterschritten, wird das Zertifikat gemäß dem tatsächlich prozentualen Kursverlust getilgt, z. B. 25 % Kursverlust des Basiswertes ziehen 25 % vom Nennwert des Zertifikates nach sich. Auch ist eine physische Andienung durch Aktien oder ETF-Anteile möglich.

## Konstruktion
Ein Express-Zertifikat besteht aus einem Zero-Strike-Call, Digi-Calls und einer Knock-In-Put-Short-Option auf den Basiswert.
Der Zero-Strike-Call ist eine Call-Option mit dem Basispreis Null, bei dem die Kursentwicklung des Basiswertes 1:1 mit nachvollzogen wird. Der Unterschied zum Basiswert ist, dass auf die Dividenden verzichtet wird.
Digi-Calls sind Call-Optionen deren Auszahlung ein festgelegter Betrag ist. Bei Überschreiten des Basispreises wird der festgelegte Auszahlungsbetrag bezahlt.
Die Knock-In-Put-Short-Option, deren Strike der Ausgangskurs des Basiswertes ist, kommt erst dann zum Tragen, wenn die Absicherungsschwelle (Knock-In-Level) erreicht ist.
Die Optionen sind pfadabhängig, d. h. bei vorzeitigem Laufzeitende des Zertifikates werden die restlichen Optionen gelöscht.

## Varianten

### Easy Express-Zertifikat
Im Gegensatz zum normalen Express-Zertifikat ist die Laufzeit kürzer, meist zwischen 12 und 18 Monaten. Außerdem gibt es beim Easy Express-Zertifikat nur einen Bewertungstag am Laufzeitende.

### Express-Bonus-Zertifikat
Die Auszahlungsbedingungen entsprechen zunächst einmal dem eines normalen Express-Zertifikates, d. h., es kommt zu einer vorzeitigen Auszahlung, wenn der Basiswert auf oder über der Tilgungsschwelle notiert. Tritt dieser Fall nicht ein, verhält sich das Zertifikat am letzten Beobachtungstag wie ein Bonus-Zertifikat, das mit Sicherheits- und Bonusschwelle ausgestattet ist.
Wird während der gesamten Laufzeit die Sicherheitsschwelle nicht berührt, wird der Bonusbetrag ausgezahlt, der über den üblichen Express-Bonuszahlungen liegt.
Steht der Basiskurs über der Bonusschwelle, nimmt das Zertifikat unbegrenzt an der Wertsteigerung des Basiswertes teil.
Bei Berühren der Sicherheitsschwelle wird entsprechend der negativen Performance ausbezahlt (z. B. bei einem Index) oder angedient (z. B. bei Aktien).

### Relax-Express-Zertifikat
Im Gegensatz zum normalen Express-Zertifikat wird die Barriere des Basiswertes beim letzten Beobachtungstag signifikant gesenkt, z. B. um 50 %. Ansonsten entsprechen die Auszahlungsmodalitäten denen des Express-Zertifikates.

### Alpha-Express-Zertifikat
Bei einem Alpha-Express-Zertifikat geht es nicht um die Wertentwicklung eines einzelnen Wertes, sondern darum, wie sich der Basiswert im Gegensatz zu einem Vergleichs-Basiswert (Benchmark) entwickelt. Es werden z. B. Aktie und Aktie miteinander verglichen oder Index und Index.
Der Anleger erzielt einen Gewinn, wenn der Basiswert am Beobachtungstag eine bessere Performance als der Vergleichs-Basiswert hat. Das Zertifikat endet dann.
Hat jedoch der Vergleichs-Basiswert eine höhere Performance, verlängert sich die Laufzeit des Zertifikates. Weist bei Laufzeitende immer der Vergleichs-Basiswert eine bessere Performance auf, nimmt der Anleger an der relativen Performance der beiden Basiswerte teil und erzielt somit Verluste. Hat z. B. der Basiswert – 70 % Performance und der Vergleichs-Basiswert – 80 %, so erhält der Anleger 90 % des Nennwertes (100 % – 10 %) zurück.

### Multi-Express-Zertifikat
Dem Multi-Express-Zertifikat liegen mehrere Basiswerte, z. B. ein Aktienkorb, zugrunde. Jedem Basiswert ist für jeden Beobachtungstag ein Referenzwert zugeordnet. Das Zertifikat wird vorzeitig zurückgezahlt, wenn alle Einzelwerte am jeweiligen Stichtag über der entsprechenden Schwelle notieren.
Sollte es zu keiner vorzeitigen Rückzahlung kommen, partizipiert der Anleger am letzten Stichtag an der Performance des Einzelwertes, der sich am schlechtesten entwickelt hat. Hat keiner der Werte die jeweilige Sicherheitsschwelle berührt, wird das Zertifikat zum Nominalwert zurückgezahlt.
Das Multi-Express-Zertifikat gibt es auch in weiteren Produktformen wie Multi-Relax-Express-Zertifikat oder Multi-Easy-Express-Zertifikat. Diese Zertifikate verhalten sich analog zu Relax-Express- bzw. Easy-Express-Zertifikat.

### Memory-Express-Zertifikat
Ein klassisches Express-Zertifikat weist nur vorzeitige oder endfällige Rückzahlung auf. Bei einem Memory-Express-Zertifikat ist dies auch bei ausbleibender Rückzahlung möglich. Um die Zahlung zu erhalten, muss sich der Basiswert am Bewertungstag zwischen Auszahlungslevel und Barriere befinden. Notiert der Basiswert jedoch unter der Barriere, entfällt die Express-Zahlung zunächst und das Zertifikat verlängert sich. Durch den Memory-Mechanismus wird sie jedoch „erinnert“ und nachgeholt, wenn sich der Basiswert an einem der folgenden Bewertungstage zwischen Auszahlungslevel und Barriere befindet. Sind z. B. drei Expresszahlungen ausgefallen und am vierten Bewertungstag, befindet sich der Basiswert wieder über der Barriere, so werden die entfallenen Zahlungen nun nachgeholt.
Kommt es während der gesamten Laufzeit zu keiner Rückzahlung, wird am finalen Bewertungstag die Barriere (nicht das Bewertungslevel) mit dem Basiswert verglichen. Ist die Barriere weder berührt noch unterschritten, erhält der Anleger den Nennwert zuzüglich der aktuellen und aller ausgefallenen Express-Zahlungen. Bei verletzter Barriere nimmt der Anleger an der negativen Performance des Basiswertes teil.

### Best-Express-Zertifikat
Bei einem Express-Zertifikat ist der mögliche Ertrag auf eine vorher festgelegte Bonuszahlung beschränkt. Bei Best-Express-Zertifikaten kann es einen Zuschlag geben, wenn der Basiswert stark steigt und der Wertzuwachs am Bewertungstag über der Express-Zahlung liegt. Die Tilgung des Zertifikates richtet sich in diesem Fall nach der Rendite des Basiswertes und das Zertifikat wird mit entsprechendem Aufschlag zurückgezahlt.

### Stufen-Express-Zertifikat/Step-Down-Express-Zertifikat
Im Gegensatz zum normalen Express-Zertifikat werden die Tilgungsschwellen des Basiswertes bei jedem Beobachtungstag gesenkt, z. B. um 5 %. Ansonsten entsprechen die Auszahlungsmodalitäten denen des Express-Zertifikates, d. h., ein Stufen-Express-Zertifikat kann auch dann vorzeitig fällig werden, wenn sich der Kurs des Basiswertes leicht negativ entwickelt.

### Fixkupon-Express-Zertifikat
Ein Fixkupon-Express-Zertifikat ähnelt einer Aktienanleihe. Beide zahlen fixe Zinskupons bzw. Express-Zahlungen unabhängig von der Entwicklung des Basiswerts. Das Zertifikat ist mit einem Auszahlungslevel und einer Barriere ausgestattet. Der Kupon wird an bestimmten Terminen gezahlt. Der Basiswertkurs entscheidet an den Bewertungstagen somit nur noch über eine vorzeitige Fälligkeit. Insofern unterscheidet sich das Zertifikat von der Aktienanleihe. Kommt es nicht zu einer vorzeitigen Fälligkeit, wird bei Laufzeitende das Zertifikat zum Nennwert zuzüglich Fixkupon zurückgezahlt, wenn der Basiswert während der Laufzeit nie die Schwelle unterschritten hat. Wurde die Schwelle unterschritten, so erhält der Anleger den Fixkupon sowie eine entsprechende Aktienlieferung oder eine Auszahlung in Anlehnung an die negative Entwicklung des Basiswertes.

### Reverse-Express-Zertifikat
Ein Reverse-Express-Zertifikat funktioniert umgekehrt als das klassische Express-Zertifikat, d. h., das Zertifikat verlängert sich, wenn der Basiswert über dem Auszahlungslevel notiert, und wird zurückgezahlt, wenn sich der Basiswert unter dem Auszahlungslevel befindet.

### Weitere Zertifikate
Es gibt weitere Zertifikate, wie z. B. Memory-Protect-Reverse-Express-Zertifikat oder Deep-Express-Zertifikat. Die jeweiligen Funktionsweisen dieser Spezial-Zertifikate sind dem Emissionsprospekt des Emittenten zu entnehmen.

## Kosten
Bei einem Zertifikat können folgende Kosten anfallen:
- Ordergebühr
- Ausgabeaufschlag
- Geld-Brief-Spanne
- Managementgebühr
- Innenprovision
- Quanto-Kosten
- Rücknahmegebühr

Ordergebühr ist die Gebühr, die für den Erwerb des Zertifikats bei der Depotbank anfällt.
Ausgabeaufschlag wird bei Zertifikaten mit einer Zeichnungsfrist fällig, der auf den Emissionskurs aufgeschlagen wird.
Ausgabeaufschlag wird bei neu herausgegebenen Zertifikaten erhoben. Er kann sich auf 1,0 bis 3,0 Prozent des Ausgabekurses belaufen. Über die genaue Höhe gibt der Verkaufsprospekt Auskunft.
Geld-Brief-Spanne bezeichnet die Differenz zwischen Kaufpreis (Briefkurs) und Verkaufspreis (Geldkurs). Der Briefkurs liegt immer über dem Geldkurs. In der Regel ist die Spanne umso größer, je seltener das Zertifikat gehandelt wird.
Managementgebühr wird quartalsweise oder jährlich erhoben und innerhalb des Zertifikats verrechnet. Hier handelt es sich um versteckte Kosten, die sich wertmindernd auf das Zertifikat auswirken. Meist beträgt sie zwischen 0,5 und 1,5 Prozent jährlich und wird bei Zertifikaten mit unbeschränkter Laufzeit erhoben.
Bei Zertifikaten gibt es grundsätzlich keine Dividendenzahlungen.
Innenprovision erhalten die Vertriebspartner, die das jeweilige Zertifikat anbieten, als Entgelt für die Vermittlung an ihre Kunden. Die Innenprovision kann zwischen 1,0 und 3,0 Prozent des Ausgabepreises betragen und wirkt sich ebenfalls wertmindernd auf das Wertpapier aus.
Quantokosten, sind Kosten die bei Zertifikaten entstehen, die sich auf ausländische Aktien oder Indizes beziehen. Durch das Quanto soll das Währungsrisiko ausgeschaltet werden. Die Kosten liegen je nach Währung und deren Schwankung bei ca. 1,5 und 2,0 Prozent jährlich.
Rücknahmegebühren entstehen bei manchen Zertifikaten mit sehr komplexen Strukturen. Die ausgebende Bank erhebt dann Gebühren zwischen 1,0 und 2,0 Prozent, sollte das Zertifikat vor Laufzeitende zurückgegeben werden. Diese Gebühren sind im jeweiligen Verkaufsprospekt ausgewiesen.